# Língua naijá
Naijá é uma língua híbrida (pidgin) surgida da mistura do crioulo e do inglês e que serve de língua franca na Nigéria. É falada como língua comercial por cerca de 30 000 000 pessoas e, como segunda língua, por cerca de 65 000 000. Tem ao menos quatro dialetos, sem unificação gramatical: Lagos, Delta, Rio Cross, Benim.